# Liste deutschsprachiger Schriftsteller/C

## Ca
- Bernd Cailloux (1945)
- Nuran David Calis (1976)
- Josef Maria Camenzind (1904–1984)
- C. Camill (1865–?)
- Paul-Henri Campbell (1982)
- Joachim Heinrich Campe (1746–1818)
- Rainer W. Campmann (1944)
- Safiye Can (1977)
- Anne von Canal (1973–2022)
- Elias Canetti (1905–1994)
- Veza Canetti (1897–1963)
- Hans Caninenberg (1913–2008)
- Kerstin Cantz (1958)
- Friedrich Rudolf Ludwig von Canitz (1654–1699)
- Othmar Capellmann (1902–1982)
- Bernhard Capesius (1889–1981)
- Wilhelm Capitaine (1871–1948)
- Wilhelm Cappilleri (1834–1905)
- Alex Capus (1961)
- Carmen Caputo (1965)
- Helma Cardauns (1913–2004)
- Hermann Cardauns (1847–1925)
- Siegfried Carl (1951)
- Claudia Carls (1978)
- Wilhelm Carl-Mardorf (1890–1970)
- Maurus Carnot (1865–1935)
- Hans Carossa (1878–1956)
- Paul Emil Carpenter, eigentlich Paul Zimmermann-Frohnau (1871–1938)
- Mathieu Carrière (1950)
- Catarina Carsten (1920–2019)
- Hedwig Caspari (1882–1922)
- Karl Heinrich Caspari (1815–1861)
- Anna Caspary (1854–1926)
- Hanna Caspian (1964)
- Friedrich Castelle (1879–1954)
- Ignaz Franz Castelli, Pseudonym Bruder Fatalis (1781–1862)
- Daniela Castner (1948)
- Elisabeth Castonier (1894–1975)
- Rainer Castor (1961–2015)
- Gion Mathias Cavelty (1974)

## Ce
- Paul Celan, eigentlich Paul Antschel (1920–1970)
- Conrad Celtis (1459–1508)
- C. W. Ceram, eigentlich Kurt W. Marek (1915–1972)
- Gerhard Cerny (1944)
- Karl Cervik (1931–2012)
- Gitta von Cetto (1908–2010)

## Ch
- Ottokar F. Chalupka (1868–1941)
- Adelbert von Chamisso (1781–1838)
- Helmina von Chézy (1783–1856)
- Wilhelm Chezy (1806–1856)
- Vinzenz Chiavacci (1847–1916)
- Leopold Chimani (1774–1844)
- Hans Chlumberg (1897–1930)
- Manfred Chobot (1947)
- David Chotjewitz (1964)
- Peter O. Chotjewitz (1934–2010)
- Chow Chung-cheng (1908–1996)
- Joseph Chowanetz (1814–1888)
- Jan Christ (1934)
- Lena Christ (1881–1920)
- Richard Christ (1931–2013)
- Helene Christaller (1872–1953)
- Ada Christen, eigentlich Christiane von Breden (1844–1901)
- Mathias Christiansen (1968)
- Wolfgang Christlieb (1912–1988)
- Julienne Christofferson (1976)

## Ci
- Bernd Cibis (1922–1988)
- Hanns Cibulka (1920–2004)
- Oscar Walter Cisek (1897–1966)

## Cl
- Emil Claar (1842–1930)
- Helmut Clahsen (1931–2015)
- Janet Clark (1967)
- Carola Clasen (1950)
- Andrea Claßen (1955)
- Eduard Claudius, eigentlich Eduard Schmidt (1911–1976)
- Georg Carl Claudius (1757–1815)
- Hermann Claudius (1878–1980)
- Matthias Claudius (1740–1815)
- Anna Claud-Saar (1853–1928)
- Georg Carl Claudius (1757–1815)
- Heinrich Clauren, eigentlich Karl Gottlieb Samuel Heun (1771–1854)
- Andy Claus (1960)
- Ernst Clausen (1861–1912)
- Franz Jakob Clemens (1815–1862)
- Bertha Clément (1852–1930)
- Knut Jungbohn Clement (1803–1873)
- Evelyn Clevé (1906–?)
- Erwin Peter Close (1912–?)

## Co
- Martin Cohn (1829–1894)
- Egmont Colerus (1888–1939)
- Heinrich Joseph von Collin (1771–1811)
- Matthäus Kasimir von Collin (1779–1824)
- Max Colpet, eigentlich Max Kolpenitzky (1905–1998)
- Theodor Colshorn (1821–1896)
- Leo Colze (1870–1914)
- Julius Conard (1821–1901)
- Michael Georg Conrad (1846–1927)
- Hermann Conradi (1862–1890)
- Friedrich Franz von Conring (1873–1965)
- Hermann Consten (1878–1957)
- Karl Wilhelm Contessa (1777–1825)
- Karl Philipp Conz (1762–1827)
- Wolfgang Cordan (1909–1966)
- Alexandra Cordes (1935–1986)
- Alfred Cordes (1948)
- Euricius Cordus (1486–1535)
- Karl Corino (1942)
- Jan Cornelius (1950)
- Josef Cornelius (1849–1943)
- Curt Corrinth (1894–1960)
- Wilhelm August Corrodi (1826–1885)
- Felix Ernst Corsepius (1874–1933)
- Otto von Corvin (1812–1886)
- Gottlieb Siegmund Corvinus (1677–1747)
- Robert Corvus (1972)
- Peter Coryllis (1909–1997)
- Thilo Corzilius (1986)
- Karl Costa, eigentlich Karl Kostia (1832–1907)
- Georg Oswald Cott (1931)
- Heinz Coubier (1905–1993)
- Günter Coufal (1937)
- Hedwig Courths-Mahler (1867–1950)

## Cr
- Carola von Crailsheim (1895–1982)
- Heinz von Cramer (1924–2009)
- Johann Andreas Cramer (1723–1788)
- Karl Gottlob Cramer (1758–1817)
- Bernard Craw (1972)
- Carl Credé(-Hoerder) (1878–1954)
- Theodor Creizenach (1818–1877)
- Wilhelm Cremer (1874–1932)
- Paul Joseph Cremers (1897–1941)
- Eugen Croissant (1862–1918)
- Anna Croissant-Rust (1860–1943)
- Johann Friedrich von Cronegk (1731–1758)
- Else Croner (1878–1942)
- Wolf-Ulrich Cropp (1941)
- Nicolas de Crosta (1900–1972)

## Cs
- Sabine Csampai (1952)
- László Csiba (1949)
- Franz Theodor Csokor (1885–1969)

## Cu
- Hellmut von Cube (1907–1979)
- Helmut Culmann (1898–1949)
- Reinmar Cunis (1933–1989)
- Luise Cuno (1835–1887)
- Adam Josef Cüppers (1850–1936)

## Cy
- Eberhard Cyran (1914–1998)

## Cz
- Heinz Czechowski (1935–2009)
- Daniel Czepko (1605–1660)
- Franz Josef Czernin (1952)
- Horst Czerny (1926–1996)
- Rudi Czerwenka (1927–2017)
- Alfons von Czibulka (1888–1969)
- Wolfgang Cziesla (1955)
- Géza von Cziffra (1900–1989)
- Max Czollek (1987)
- Elfriede Czurda (1946)
- Maria Czygan (etwa 1885–?)